# Gładczyn Szlachecki
Gładczyn Szlachecki (pronunciación en polaco: /ˈɡwat.tʂɨn ʂlaˈxɛtskʲi/) es un pueblo ubicado en el distrito administrativo de Gmina Zatory, dentro del Condado de Pułtusk, Voivodato de Mazovia, en el este de Polonia central. Se encuentra aproximadamente a 8 kilómetros al norte de Zatory, a 7 kilómetros al sureste de Pułtusk, y a 52 kilómetros al norte de Varsovia.